# Деджа Слейтер
Деджа Аньєла Слейтер (англ. Dejah Aniela Slater; нар. 12 травня 1999, Торонто, Онтаріо) — канадська борчиня вільного стилю, Панамериканська чемпіонка.

## Життєпис
Боротьбою почала займатися з 2014 року. У 2016 році стала бронзовою призеркою Панамериканського чемпіонату серед кадетів. Наступного року здобула срібну медаль Панамериканського чемпіонату серед юніорів, а ще через рік стала чемпіонкою цих змагань.
Виступає за спортивний клуб «Team Impact». Тренер — Стан Цогас (з 2014).

## Спортивні результати на міжнародних змаганнях

### Виступи на Чемпіонатах світу
| Змагання                        | Збірна | Вагова категорія          | Місце |
| ------------------------------- | ------ | ------------------------- | ----- |
| Чемпіонат світу з боротьби 2019 | Канада | жіноча боротьба, до 72 кг | 12    |

### Виступи на Панамериканських чемпіонатах
| Змагання                                   | Збірна | Вагова категорія          | Місце  |
| ------------------------------------------ | ------ | ------------------------- | ------ |
| Панамериканський чемпіонат з боротьби 2019 | Канада | жіноча боротьба, до 72 кг | Золото |

### Виступи на інших змаганнях
| Змагання                             | Збірна | Вагова категорія          | Місце  |
| ------------------------------------ | ------ | ------------------------- | ------ |
| Турнір міста Сассарі з боротьби 2018 | Канада | жіноча боротьба, до 68 кг | Бронза |
| Кубок Канади з боротьби 2018         | Канада | жіноча боротьба, до 68 кг | 5      |
| Турнір міста Сассарі з боротьби 2019 | Канада | жіноча боротьба, до 72 кг | 4      |
| Кубок Канади з боротьби 2019         | Канада | жіноча боротьба, до 72 кг | Срібло |
| Турнір міста Сассарі з боротьби 2022 | Канада | жіноча боротьба, до 68 кг | Бронза |

### Виступи на змаганнях молодших вікових груп
| Змагання                                                 | Збірна | Вагова категорія          | Місце  |
| -------------------------------------------------------- | ------ | ------------------------- | ------ |
| Панамериканський чемпіонат з боротьби серед кадетів 2016 | Канада | жіноча боротьба, до 70 кг | Бронза |
| Панамериканський чемпіонат з боротьби серед юніорів 2017 | Канада | жіноча боротьба, до 72 кг | Срібло |
| Чемпіонат світу з боротьби серед юніорів 2017            | Канада | жіноча боротьба, до 72 кг | 5      |
| Панамериканський чемпіонат з боротьби серед юніорів 2018 | Канада | жіноча боротьба, до 68 кг | Золото |
| Чемпіонат світу з боротьби серед юніорів 2018            | Канада | жіноча боротьба, до 68 кг | 9      |
| Чемпіонат світу з боротьби серед юніорів 2019            | Канада | жіноча боротьба, до 76 кг | 11     |